# Carter Hart
Carter Hart, född 13 augusti 1998 i Sherwood Park, är en kanadensisk professionell ishockeymålvakt som spelar för Philadelphia Flyers i National Hockey League (NHL). Han har tidigare spelat för Lehigh Valley Phantoms i American Hockey League (AHL) och Everett Silvertips i Western Hockey League (WHL).
Hart draftades av Philadelphia Flyers i andra rundan i 2016 års draft som 48:e spelare totalt.